# El milagro de la fuente
El milagro de la fuente (o El milagro de la fuente de san Isidro) era un cuadro del artista español Juan Carreño de Miranda, realizado entre 1663 y 1668. Fue pintado para la capilla de San Isidro de la iglesia de San Andrés en Madrid y quedó destruido en un incendio en 1936, durante la guerra civil española. Se conoce cómo era el cuadro gracias a una deficiente fotografía antigua, a dos dibujos preparatorios del artista para el lienzo y a una estampa de Juan Bernabé Palomino de 1747 que lo reproduce.

## Historia

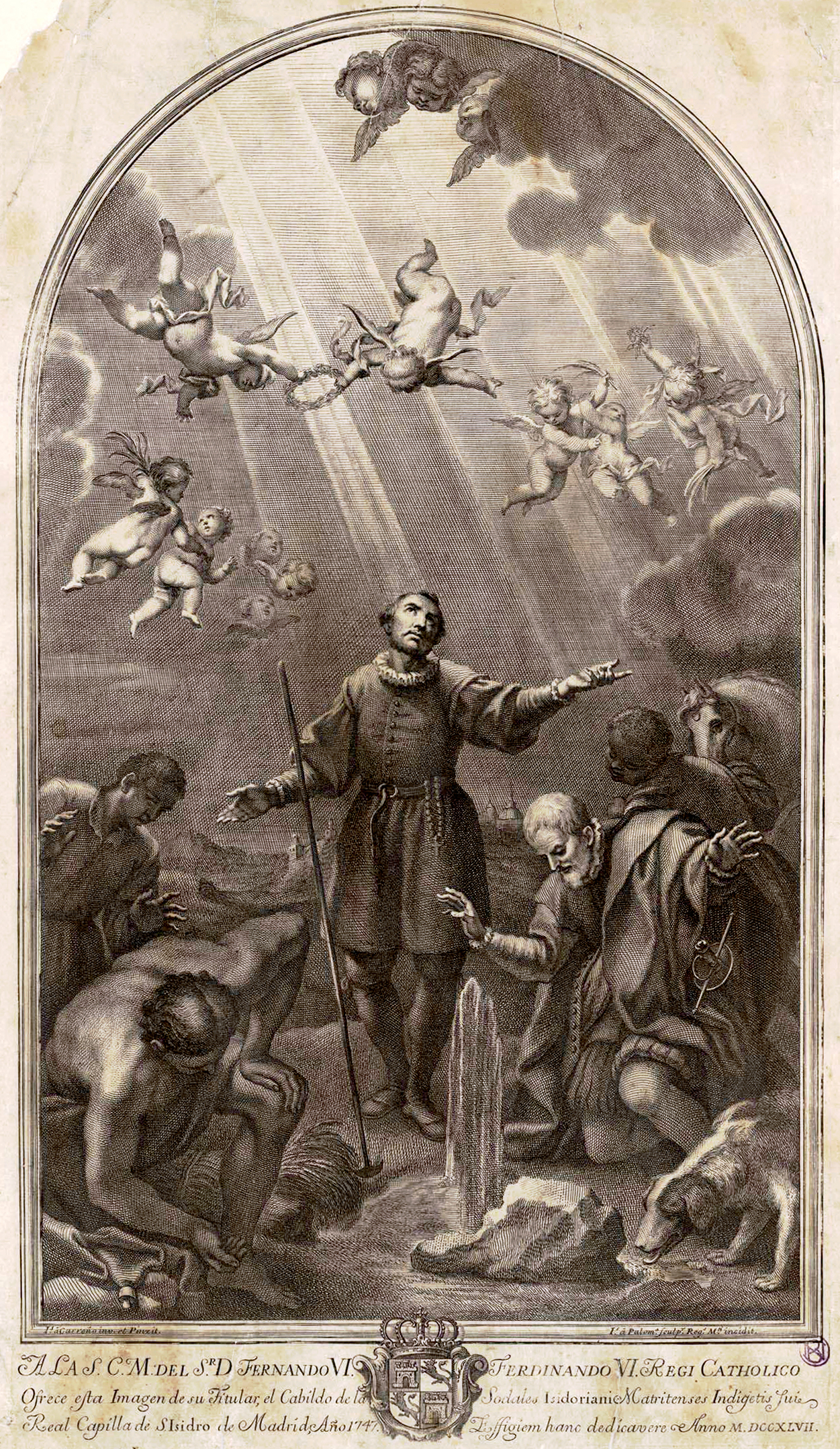
El milagro de la fuente, estampa de Juan Bernabé Palomino según el cuadro destruido de Juan Carreño de Miranda, 1747, aguafuerte y buril, Madrid, Biblioteca Nacional de España

En 1663 Juan Carreño de Miranda y Francisco Rizi recibieron el encargo de realizar cuatro grandes cuadros para la capilla que se estaba construyendo en honor san Isidro, patrón de Madrid, en la iglesia de San Andrés de esa ciudad. Debían realizar dos lienzos cada uno. Carreño, además de El milagro de la fuente, pintó el cuadro titulado Alfonso VIII reconociendo el cadáver de san Isidro. Francisco Rizi pintó Aparición de san Isidro en la batalla de las Navas de Tolosa y El milagro del pozo de san Isidro. Se sabe que Carreño contó con la ayuda de su discípulo, el pintor Francisco Ruiz de la Iglesia, para la ejecución de sus obras. El cumplimiento del encargo tomó su tiempo, ya que tanto Rizi como Carreño estaban inmersos también en la realización de otros proyectos importantes. Consta que alguno de los lienzos estaba datado en 1666, y el pago por las obras realizadas se hizo en agosto de 1668, cobrando los dos pintores la suma de 1.200 ducados cada uno. Por lo tanto, a falta de otra información más exacta, El milagro de la fuente debe ser datado entre 1663 y 1668.
Los cuatro lienzos ocuparon su lugar en la capilla hasta el 18 de julio de 1936, en que quedaron destruidos, junto a otras importantes obras de arte, en un incendio provocado, en el marco de la guerra civil española (1936-1939).

## Análisis de la obra
El cuadro representa un episodio de la vida de san Isidro Labrador, santo del siglo XII (hacia 1082-1172) que vivió y murió en Madrid. Según la leyenda, san Isidro habría hecho brotar una fuente dando un golpe en el suelo con su cayado o con una aguijada durante un año de gran sequía, temiendo por la cosecha de su empleador, Iván de Vargas, o para calmar su sed, según otras versiones. Este hecho habría tenido lugar en el barrio madrileño de Carabanchel, donde tenía sus tierras Iván de Vargas. La fuente, que continúa existiendo en la actualidad, dio tanta agua, según el relato del milagro, que permitió abastecer a todo el Madrid de entonces.
La composición ideada por Carreño estuvo condicionada por el espacio en el que debía ir colocado el cuadro, que obligó a la creación de un lienzo estrecho y muy alto. Este formato, y la visión de abajo a arriba que se tenía de la obra, ocasionaron que Carreño concentrara la acción en la parte inferior, dejando el resto de la obra (más de la mitad del cuadro) para la representación de un celaje muy luminoso y de una gloria de ángeles que sostienen una corona sobre san Isidro mientras revolotean aportando dinamismo al cuadro.
El santo ocupaba el centro de la composición en una actitud teatral y declamatoria, con los brazos extendidos en sentidos opuestos, dando gracias a Dios y captando toda la atención del espectador por su ubicación, actitud y ropaje, con su silueta recortada parcialmente contra el cielo azul. Le acompañaban en el cuadro Iván de Vargas, reconocible por su espada y por sus ricas vestimentas (que cualquier contemporáneo de Carreño habría reconocido como propias de otra época), y diversos labriegos, distribuidos de forma equilibrada entre las dos mitades originadas por la posición de san Isidro en el eje central de la composición. Caracterizan a la representación del santo la frontalidad y la solemnidad, y el aire general de su figura y postura trae a la memoria el Pablo de Valladolid de Velázquez, o El bufón Francisco Bazán que el propio Carreño pintará años después.

## Dibujos preparatorios conservados
Aunque El milagro de la fuente está destruido, han llegado hasta nuestros días, afortunadamente, dos dibujos preparatorios de Carreño que ilustran el proceso creativo seguido por el artista. Ambos se conservan en Madrid: uno de ellos en el Museo de la Real Casa de la Moneda, y el otro en la Real Academia de Bellas Artes de San Fernando, procedente posiblemente de las colecciones reales.
El conservado en la Casa de la Moneda podría ser un estudio para el cuadro anterior al de la Real Academia, más desarrollado. El dibujo está realizado sobre papel de estraza teñido de color azul. Carreño dispuso lo esencial de la composición utilizando un lápiz negro y toques de clarión para dar realces, dibujando con concisión a san Isidro y a sus acompañantes asombrados al ver manar el agua de la fuente.
El segundo dibujo, el conservado en la Real Academia de Bellas Artes de San Fernando, muestra una vez más la composición ideada por el maestro pero con un mayor grado de detalle y precisión en las figuras, en especial la de san Isidro y la de Iván de Vargas, tanto en las vestiduras como en sus rasgos físicos. Así mismo, las carnaciones se muestran animadas con leves toques de sanguina. Se han encontrado restos de fibras azules en el papel de estraza empleado, lo que indica, como en el caso del primer dibujo, que ese era el color del papel cuando se utilizó, ya que resulta óptimo para obtener la máxima expresividad en el dibujo a lápiz. El color actual del papel es consecuencia de su alteración por el paso del tiempo.
Además de los testimonios de la obra que ya se han mencionado hay que añadir, como curiosidad, un relieve del siglo XVIII en estuco que reproduce la obra desaparecida de Carreño y que está situada en la parte superior de la verdadera fuente de San Isidro, la protagonista del milagro del santo, que aún existe en el distrito de Carabanchel de Madrid.